# مقرعة سجاد
مِقْرَعة السجاد هي أداة تنظيف منزلية تستخدم لضرب السجاد من أجل نفض الغبار والأوساخ عنه. كان شائع الاستخدام حتى أصبحت المكنسة الكهربائية ميسورة التكلفة على نطاق واسع.